# Chaenostoma affine
Chaenostoma affine là một loài thực vật có hoa trong họ Huyền sâm. Loài này được Bernh. mô tả khoa học đầu tiên năm 1844.